# 安立院 (大田区)
安立院（あんりゅういん）は、東京都大田区池上にある日蓮宗の寺院。池上本門寺の子院。

## 歴史
日朗（六老僧のひとり）の弟子日澄が鎌倉時代の1320年（元応2年）以前に開創した。
1864年（元治元年）、荒廃していた安立院を日英が再興し現在に至る。

## 周辺施設
- 東之院
- 本門寺公園

## 交通アクセス
- 東急池上線池上駅から徒歩。

## 参考資料
- 日蓮宗寺院大鑑編集委員会『宗祖第七百遠忌記念出版 日蓮宗寺院大鑑』大本山池上本門寺 (1981年)
- 「小さな旅池上の寺めぐり」池上朗師講　平成14年

## 関連文献
- 「池上村 本門寺 安立坊」『新編武蔵風土記稿』 巻ノ45荏原郡ノ7、内務省地理局、1884年6月。NDLJP:763981/80。